# 田中智志
田中 智志（たなか さとし、1958年 - ）は、日本の教育学者。専攻は教育思想史。東京大学大学院教育学研究科基礎教育学コース教育臨床学教授。山梨学院大学附属小学校教育顧問。学位は博士（教育学）（東京大学）。

## 経歴
1958年山口県光市生まれ。1983年早稲田大学教育学部教育学科卒業。1991年早稲田大学大学院文学研究科教育学専攻博士後期課程単位取得満期退学。
- 1987年-1989年 早稲田大学 助手
- 1994年-1997年 駒澤大学 講師
- 1997年-2002年 東京学芸大学教育学部 助教授
- 2002年-2010年 山梨学院大学大学院社会科学研究科 教授
- 2004年-2010年 山梨学院大学附属小学校 初代校長
- 2010年- 東京大学大学院教育学研究科 教授
- 2012年-2019年　東京大学海洋アライアンス海洋教育促進研究センター センター長
- 2019年- 東京大学大学院教育学研究科海洋教育センター センター長

## 著書

### 単著
- 『他者の喪失から感受へ…近代の教育装置を超えて』勁草書房（原著2002年10月）。ISBN 9784326298730。
- 『教育学がわかる事典』日本実業出版社（原著2003年5月）。ISBN 9784534035813。
- 『臨床哲学がわかる事典』日本実業出版社（原著2005年11月）。ISBN 9784534039880。
- 『人格形成概念の誕生…近代アメリカの教育概念史』東信堂（原著2005年11月）。ISBN 9784887136274。
- 『教育思想のフーコー…教育を支える関係性』勁草書房（原著2009年6月）。ISBN 9784326298921。
- 『社会性概念の構築…アメリカ進歩主義教育の概念史』東信堂（原著2009年11月）。ISBN 9784887139374。

### 共著・編著
- 『＜近代教育＞の社会理論』勁草書房（原著2003年4月）。ISBN 9784326652778。
- 『教育の共生体へ…ボディ・エデュケーショナルの思想圏』東信堂（原著2004年4月）。ISBN 9784887135116。
- 『教育人間論のルーマン』勁草書房（原著2004年6月）。ISBN 9784326601745。
- 『グローバルな学びへ…協同と刷新の教育』東信堂（原著2008年6月）。ISBN 9784887138483。
- 『キーワード現代の教育学』東京大学出版会（原著2009年1月）。ISBN 9784130520775。
- 『教育思想史』有斐閣（原著2009年7月）。ISBN 9784641123847。
- 『学びを支える活動へ…存在論の深みから』東信堂（原著2010年4月）。ISBN 9784887139770。